# Stylogomphus ryukyuanus
Stylogomphus ryukyuanus är en trollsländeart. Stylogomphus ryukyuanus ingår i släktet Stylogomphus och familjen flodtrollsländor.

## Underarter
Arten delas in i följande underarter:
- S. r. asatoi
- S. r. ryukyuanus